# Marc (equip ciclista)
L'equip Marc va ser un equip ciclista belga que competí professionalment entre el 1978 i el 1980.

## Principals resultats
- Gant-Wevelgem: Ferdi Van Den Haute (1978)
- Le Samyn: Herman Van Springel (1978), Adri Schipper (1979)
- Bordeus-París: Herman Van Springel (1978)
- A través de Flandes: Adri Schipper (1978)
- Campionat de Flandes: Fons van Katwijk (1979)
- Gran Premi Jef Scherens: Marcel Laurens (1979)
- Omloop Het Volk: Joseph Bruyère (1980)

### A les grans voltes
- Volta a Espanya
  - 1 participació (1978)
  - 6 victòries d'etapa:
    - 6 al 1978: Adri Schipper, Ferdi Van Den Haute (2), Patrick Lefevere, Fons van Katwijk (2)

  - 1 classificacions secundàries:
    - Classificació per punts: Ferdi Van Den Haute (1978)

- Tour de França
  - 1 participació (1980)
  - 2 victòries d'etapa:
    - 2 al 1980: Jos Deschoenmaecker, Ludo Loos

  - 0 victòries final:
  - 0 classificacions secundàries:

- Giro d'Itàlia
  - 0 participació